# Palacio Astoreca (Viña del Mar)
El Palacio Astoreca, también denominado Casa Astoreca o simplemente La Casona, es una edificación ubicada en la Población Vergara, en la ciudad de Viña del Mar, Chile. Fue encargada a construir por el hijo mayor del empresario salitrero Juan Higinio Astoreca y su esposa Felisa Granja al arquitecto francés Alfredo Azancot en 1882.
Cuando murió el empresario, Felisa Granja decidió trasladarse a Viña del Mar con sus cinco hijos y ocupar el edificio como residencia. Posteriormente pasó a manos de diferentes propietarios hasta que en 1967 pasó a ser la sede de la Escuela de Economía de la Universidad de Chile en Valparaíso, que en 1981, con la creación de la Universidad de Valparaíso, pasó a ser sede de su Escuela de Ingeniería Comercial.